# 肘井学
肘井 学（ひじい がく、1980年2月14日 - ）は、日本の予備校講師。北海道出身。北海道札幌旭丘高等学校 (現：市立札幌旭丘高等学校)卒。代々木ゼミナール札幌校で一浪後、慶應義塾大学文学部に合格し入学。慶應義塾大学文学部英米文学専攻卒。関東・東海地方の複数の予備校（秀英予備校等）を経て、スタディサプリ英語講師。週刊英和新聞「朝日ウィークリー(Asahi Weekly)」にてコラムを連載している。TOEIC Listening & Reading Test985点、実用英語技能検定1級。

## 著書
- 『センター試験にでる順英単語』（2015年3月15日、KADOKAWA/中経出版、ISBN 978-4046009326）
- 『大学入試 肘井学の 読解のための英文法が面白いほどわかる本』（2015年12月10日、KADOKAWA、ISBN 978-4046011329）
- 『難関大のための 上級問題 特訓リーディング』（2016年7月19日、旺文社、ISBN 978-4010340905）
- 『「読む・聞く・話す・書く」が劇的に伸びる! 英語の授業』（2016年7月29日、祥伝社、ISBN 978-4396615710）
- 『大学入試 肘井学の ゼロから英語長文が面白いほどわかる本』（2017年7月15日、KADOKAWA、ISBN 978-4046019776）
- 『大学入試 肘井学の ゼロから英文法が面白いほどわかる本』（2018年3月17日、KADOKAWA、ISBN 978-4046021243）
- 『高校の英文法が1冊でしっかりわかる本』（2019年7月18日、かんき出版、ISBN 978-4761274337）
- 『高校の英文読解が1冊でしっかりわかる本』（2019年7月18日、かんき出版、ISBN 978-4761274344）
- 『語源とマンガで英単語が面白いほど覚えられる本』（2019年10月19日、KADOKAWA、ISBN 978-4046040480）
- 『大学入試 肘井学の 作文のための英文法が面白いほどわかる本』（2019年11月18日、KADOKAWA、ISBN 978-4046041593）
- 『大学入試 レベル別英語長文問題ソリューション1 スタンダードレベル』（2020年9月9日、かんき出版、ISBN 978-4761230128）
- 『大学入試 レベル別英語長文問題ソリューション2 ハイレベル』（2020年9月9日、かんき出版、ISBN 978-4761230135）
- 『大学入試 レベル別英語長文問題ソリューション3 トップレベル』（2020年9月9日、かんき出版、ISBN 978-4761230142）
- 『大学入試 すぐわかる英文法』（2020年10月13日、教学社、ISBN 978-4325235804）
- 『高校の英文法・語法が1冊でしっかりわかる本』（2021年4月7日、かんき出版、ISBN 978-4761230340）
- 『大学入試 肘井学の 読解のための英文法が面白いほどわかる本 難関大編』（2021年6月18日、KADOKAWA、ISBN 978-4046050571）
- 『話すための英文法ハック100』（2021年7月16日、KADOKAWA、ISBN 978-4046049230）